# Robert Zoellick
Robert Bruce Zoellick (Naperville, Illinois, 25 de juliol de 1953) és un advocat i un polític estatunidenc. Va ser president del Banc Mundial entre l'1 de juliol de 2007 i el 30 de juny de 2012.
Representant especial dels Estats Units per al Comerç del 7 de febrer de 2001 al 22 de febrer de 2005, secretari d'Estat adjunt amb la secretària d'Estat Condoleezza Rice al govern del president George W. Bush de finals de 2005 a juliol de 2006. A finals de maig de 2007, es converteix en el candidat de George W. Bush pel lloc de President del Banc Mundial, per reemplaçar Paul Wolfowitz, empès a la dimissió per nepotisme. La nominació per aquest lloc va ser aprovada pel consell dels directors del Banc Mundial el 25 de juny de 2007.
Forma part del cercle íntim dels consellers en política internacional de Georges W. Bush, anomenat per Condoleezza Rice « els Volcans » (del nom del déu Volcà, la divinitat del foc i del metall), i al qual pertanyen també Paul Wolfowitz, Richard Armitage, Richard Perle, Stephen Hadley, Dov Zakheim i Robert Blackwill, « tots veterans de les administracions Reagan i Bush pare i la majoria situats en el moviment de pensament neoconservador ».
Robert Zoellick és un republicà, liberal convençut en el sentit europeu. És partidista del multilateralisme i del lliure comerç econòmic. Mostra una gran experiència a la vegada en el domini de la diplomàcia i en el comerç internacional.
És membre del comitè executiu del grup Bilderberg.

## Biografia
Robert Zoellick va néixer a Naperville, Illinois on va passar la seva infantesa i adolescència.
És diplomat en dret i en polítiques públiques de la universitat Harvard l'any 1981.

## Una gran carrera al si de les administracions americanes
Presenta una impressionant carrera al si de les administracions americanes que l'han portat a treballar primer al departament del Tresor entre 1985 i 1988 on va ser entre d'altres el conseller de James Baker i el vicesecretari adjunt de les institucions financeres.
Durant el mandat de George Bush, és primer sotssecretari a l'Agricultura i d'Afers econòmics, i conseller del departament d'Estat. És així com Zoellick va participar en les negociacions de la reunificació alemanya, al tractat de lliure-intercanvi d'Amèrica del Nord (l'ALENA), i a les negociacions que han conduït a l'entrada de la República Popular de la Xina i de Taïwan a l'Organització mundial del comerç (OMC). L'any 1991 i 1992, és el representant personal del president Bush a les cimeres econòmiques del G7.
L'agost de 1992, és el cap de gabinet de la Casa Blanca.
L'any 1993, abandona el govern per convertir-se en vicepresident executiu de la "Federal National Mortgage Association".
L'any 1997, és professor a l'Acadèmia naval dels Estats Units i conseller d'afers internacionals de la banca Goldman Sachs.
L'any 1998, al costat de Donald Rumsfeld, Paul Wolfowitz, Richard Perle, Elliott Abrams, Zalmay Khalilzad, John R. Bolton, Richard Armitage, William Kristol entre d'altres, és un dels signants de la carta del Project for the New American Century enviat a Bill Clinton i cridant a l'enderrocament de Saddam Hussein.
Durant la campanya electoral de 2000, al costat de Condoleezza Rice, és conseller d'Afers estrangers del candidat republicà George W. Bush i dona suport a l'antic secretari d'Estat James Baker en el recompte de vots a Florida en l'elecció presidencial de 2000.

## Representant del comerç
De 2001 a 2005, és el representant especial americà per al comerç on gestiona diversos dossiers sensibles, com el différend Boeing-Airbus o els OGM, no vacil·lant pas a adreçar-se a l'OMC per tallar els litigis amb els seus socis europeus.

## Secretari d'Estat adjunt
Considerat com « l'un dels polítics americans més experimentats i de més talent de la seva generació en matèria de diplomàcia, d'economia i de seguretat nacional », segons Harlan Ullman, del Centre d'estudis estratègics internacionals, és escollit per Condoleezza Rice per secundar-la al Departament d'Estat, per davant de John R. Bolton, neo-conservador pròxim Dick Cheney. Robert Zoellick succeeix així al secretari d'Estat adjunt Richard Armitage.
Al costat de Condolezza Rice, entre gener de 2005 i juny de 2006, Zoellick porta les negociacions al voltant de la crisi del Darfur.
Imposa ràpidament entre el govern del Sudan i una facció del Moviment d'alliberament del Sudan (MLS), l'acord de pau d'Abuja, el 5 de maig de 2006, que resta controvertit ja que no integra els altres moviments rebels.
El 19 de juny de 2006 anuncia la seva dimissió com a secretari d'Estat adjunt per entrar a la banca Goldman Sachs on és nomenat vicepresident del consell d'administració encarregat de les qüestions internacionals. Abandona el departament d'Estat el 7|de juliol de 2006.

## El Banc mundial
El maig de 2007, és proposat per George W. Bush per succeir a Paul Wolfowitz al cap del Banc Mundial. Una de les seves primeres tasques serà ocupar-se del destí de Shaha Riza, la companya de Wolfowitz que ha provocat indirectament la caiguda d'aquest últim. La seva elecció és confirmada el 25 de juny de 2007 pel consell d'administració de la banca, el seu mandat comença l'1 de juliol de 2007.
La vigília de la cimera dels caps d'estat de Seül del G20 de novembre de 2010 va demanar que es donés a l'or un paper més gran com a valor internacional per estabilitzar el sistema d'intercanvi.